# Paragnorimus atratus
Paragnorimus atratus är en skalbaggsart som beskrevs av Smith 2010. Paragnorimus atratus ingår i släktet Paragnorimus och familjen Cetoniidae. Inga underarter finns listade i Catalogue of Life.